# Francis Marion Crawford

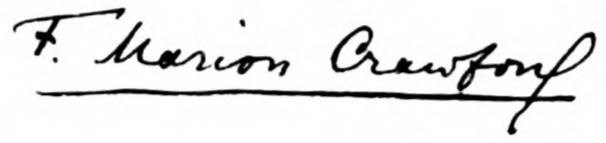

Francis Marion Crawford, conosciuto con il nome F. Marion Crawford (Bagni di Lucca, 2 agosto 1854 – Sant'Agnello, 9 aprile 1909), è stato uno scrittore e drammaturgo statunitense noto soprattutto per le sue opere horror, molte delle quali vennero adattate per il cinema.

## Biografia

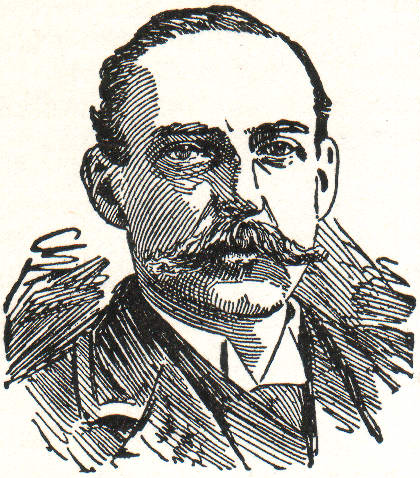
Ritratto di Crawford

Era figlio dello scultore statunitense Thomas Crawford e di Louisa Cutler Ward, sorella della poetessa americana Julia Ward Howe. Studiò alla St Pauls school di Concord (New Hampshire), dal 1866 e all'Università di Cambridge dal 1873, di Karlsruhe dal 1874, oltre che a Roma nel 1877 e all'Università di Heidelberg nel 1876.
Nel 1879 andò in India, dove studiò il sanscrito e divenne editore del quotidiano Allahabad Indian Herald. Al suo ritorno in America continuò gli studi di sanscrito all'Università Harvard per un anno, collaborò con varie riviste e nel 1882 scrisse il suo primo romanzo, Mr Isaacs, un brillante ritratto della vita di un inglese in India mescolato con elementi di mistero e di orientalismo romantico. Il libro ebbe un immediato successo così come il successivo, Dr Claudius (1883). Parlava correttamente sedici lingue. Dopo un breve soggiorno a New York e a Boston, nel 1883 tornò in Italia, a Sant'Agnello, dove si stabilì in una villa di sua costruzione che porta il suo nome, nella quale morì nel 1909.
Nei successivi 24 anni mantenne sempre la residenza a Sant'Agnello mentre continuava a girare per il mondo per tenere conferenze e raccogliere materiale per il suo lavoro, prediligendo la baia di San Nicola Arcella in Calabria dove arrivò a bordo del suo panfilo Alda. Dimorò a lungo nella torre costiera, che attualmente prende il suo nome. Proprio in quel periodo scrisse molti dei suoi migliori romanzi, ispirati a personaggi del luogo, lontano dalla sua vita privilegiata.
Scrisse oltre quaranta romanzi e vari volumi di storia.
Negli anni compresi fra l'Ottocento e il Novecento fu lo scrittore più prolifico e conosciuto nel mondo anglosassone, riscuotendo lo stesso successo di Ernest Hemingway. Durante la sua vita intrattenne rapporti di amicizia con gli uomini più influenti del suo tempo, come Mark Twain e il celebre inventore Nikola Tesla.

## Opere

### Romanzi e racconti
- Perché il sangue è la vita (For the Blood is the Life), a cura di Vincenzo Di Giorgio, Vintura Edizioni, 2025 - ISBN 979-12-81735-29-3
- Perché il sangue è la vita (For the Blood is the Life, 1905) a cura di Enrico De Luca, Caravaggio Editore, 2024 - ISBN 9791281725157
- Perché il sangue è vita o Cristina, 1905 (Perché il sangue è la vita: 12 Racconti Horror di Andrea Carlo Cappi e Cristiana Astori, Oakmond Publishing, 2020 - ISBN 3962072225 - antologia ufficiale del Premio Torre Crawford 2020)
- Il figlio dell'India (Mr Isacs: A Tale of Modern India) (1882)
- Doctor Claudius: A True Story (1883)
- A Roman Singer (1884)
- An American Politician (1884)
- To Leeward (1884)
- Zoroaster (1885)
- A Tale of a Lonely Parish (1886)
- Marzio's Crucifix (1887)
- Saracinesca (Saracinesca) (1887)
- Paul Patoff (1887)
- With the Immortals (1888)
- Greifenstein (1889)
- Sant'Ilario (Saint Ilario) (1889)
- A Cigarette-makers Romance (1890)
- Khaled: A Tale of Arabia (1891)
- La strega di Praga (The Witch of Prague) (1891)
- The Three Fates (1892)
- The Children of the King: A Tale of Southern Italy (1892)
- Don Orsino (1892)
- Marion Darche (1893)
- Pietro Ghisleri (1893)
- Katharine Lauderdale (1894)
- Love in Idleness (1894)
- The Ralstons (1894)
- Casa Braccio (1895)
- Adam Johnstons Son (1895)
- Taquisara (1896)
- A Rose of Yesterday (1897)
- Corleone (Corleone, 1897) (Corleone. Romanzo di Mafia e di dolore, LIT - Libri in Tasca, 2012 ISBN 9788865830819)
- Via Crucis (1899)
- Nel palazzo del re (In the Palace of the King, 1900) (Nel palazzo del re, Società Editrice Laziale, Roma 1910, trad. di Ada Maria Guastalla)
- Marietta (1901)
- Cecilia: A Story of Modern Rome (1902)
- The Heart of Rome: A Tale of "The Lost Water" (1903)
- Uomo a mare! (Man overboard!, 1903)
- Whosoever Shall Offend (1904)
- Soprano (1905)
- A Lady of Rome (1906)
- The Diva's Ruby (1908)
- La suora bianca (The White Sister, 1909) (La suora bianca, Edizioni Aurora, Milano 1936, trad. di Gian Dauli)
- The Undesirable Governess (1910)
- Wandering Ghosts (1911) (a Londra con il titolo Uncanny Tales)

### Testi teatrali
- Francesca da Rimini: A Play in Four Acts (1902)
- The White Sister: A Romantic Drama in Three Acts (1937)

### Saggi
- The Novel: Wath It is (1893)
- Costantinople (1895)
- Ave Roma Immortalis: Studies from the Chronicles of Rome (1900)
- The Rulers of the South: Sicily, Calabria, Malta (1900)

## Filmografia
- The White Sister, regia di Fred E. Wright (1915)
- In the Palace of the King, regia di Fred E. Wright (1915)
- Whosoever Shall Offend, regia di Arrigo Bocchi (1919)
- Sant'Ilario, regia di Henry Kolker  (1923)
- La suora bianca (The White Sister), regia di Henry King (1923)
- In the Palace of the King, regia di Emmett J. Flynn (1923)
- Il figlio dell'India (Son of India), regia di Jacques Feyder (1931)
- La suora bianca (The White Sister), regia di Victor Fleming (1933)
- La suora bianca (La hermana blanca), regia di Tito Davison (1960)
- Screaming Skull tv movie, regia di Gloria Monty (1973)

## Spettacoli teatrali
- Dr. Claudius, dramma (Broadway, 1º febbraio 1897)
- In the Palace of the King, dramma (Broadway, 31 dicembre 1900)
- A Cigarette Maker's Romance / Rouget De L'Isle, dramma (Broadway, 12 novembre 1902)
- The White Sister, dramma (Broadway, 27 settembre 1909)
- The White Sister, musical (Broadway, 17 maggio 1927)